# Chapelle Saint-Paul d'Arnave
Pour les articles homonymes, voir Chapelle Saint-Paul (homonymie).
La chapelle Saint-Paul d'Arnave est une église romane du Xe et XIe siècles située en France à l'écart du village, sur la commune d'Arnave, dans le département de l'Ariège, en région Occitanie.

## Description
C’est une église romane de taille modeste à simple nef avec un clocher carré, formée par deux bâtiments alignés. Le plus vaste constitue la nef et le plus modeste abrite le chœur.

## Localisation
Elle se situe à 710 m d'altitude, isolée et éloignée au-dessus du village à l'ouest. 

## Historique
Donnée pour la plus ancienne du département, la chapelle date des Xe et XIe siècles peut-être même du IXe siècle avec des composants plus anciens, notamment des impostes, antérieurs au pré-roman.
La chapelle était connue pour sa pierre noire, toujours présente dans un abri près de la chapelle, censée guérir de l'épilepsie (le "haut mal") dès lors que le malade dormait une nuit entière la tête posée dessus. Grâce aux légendes de guérisons miraculeuses, l'endroit fut longtemps lieu de pèlerinage, ce qui contribua sans doute à sa préservation jusqu'à nos jours.
Ancienne possession de la baronnie de Labaume jusqu'au milieu du XXe siècle, elle fut alors cédée à la commune pour en effectuer la restauration. Le baron Jules d'Ancelin de Labaume, décédé en 1865, y repose.
Elle fait l'objet d'un classement au titre des monuments historiques par arrêté du 29 novembre 1965.

## Galerie

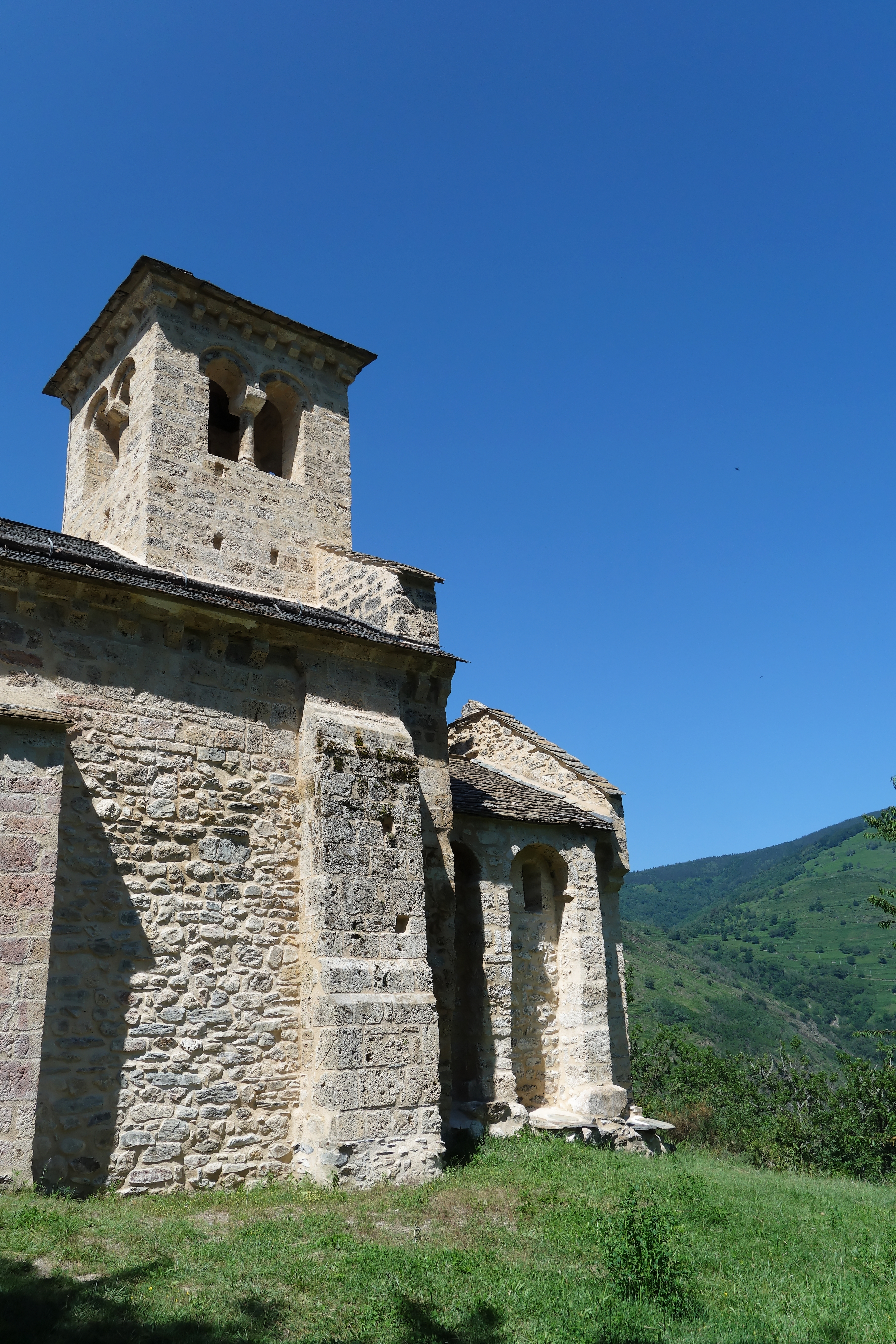
Clocher roman.
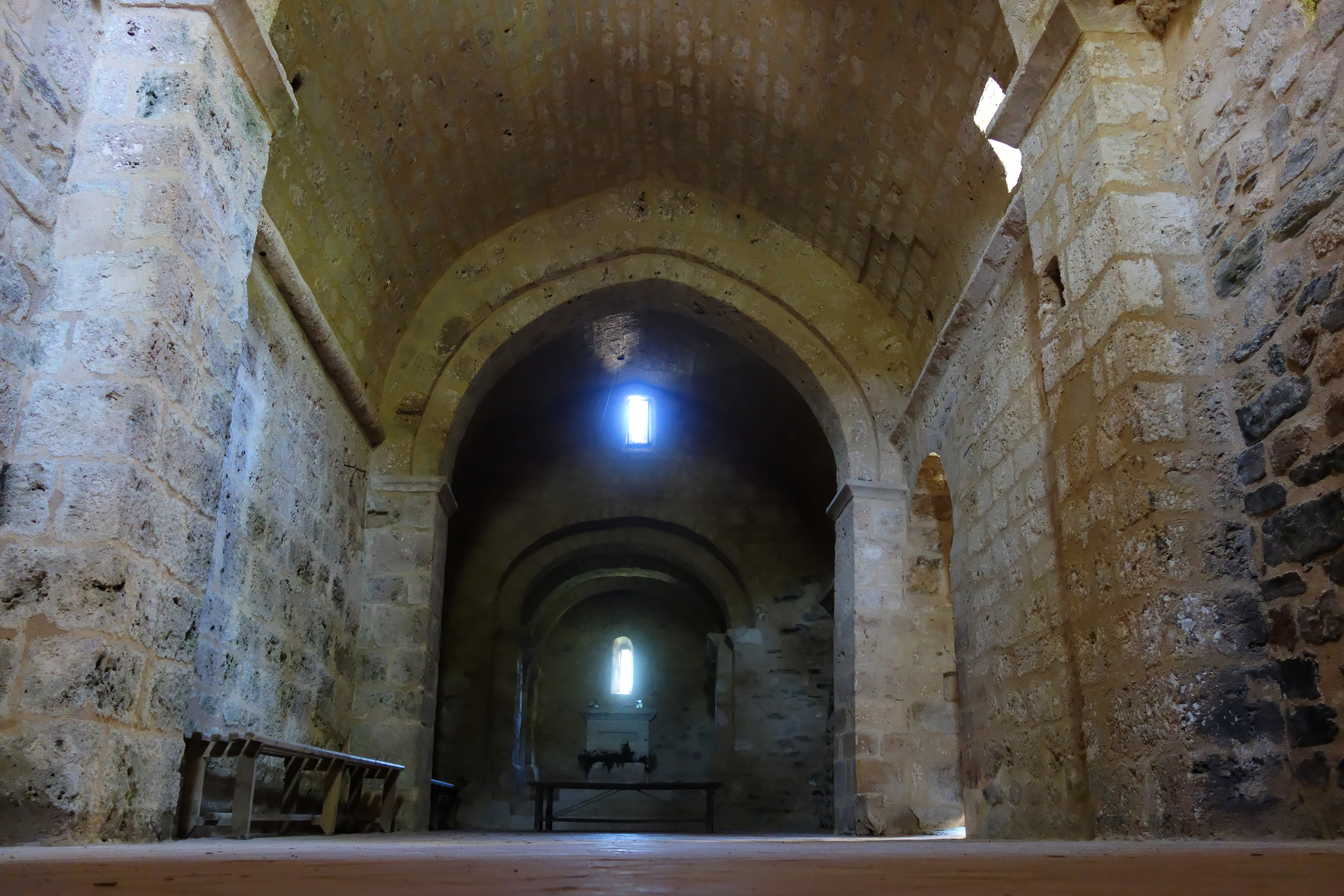
Nef.
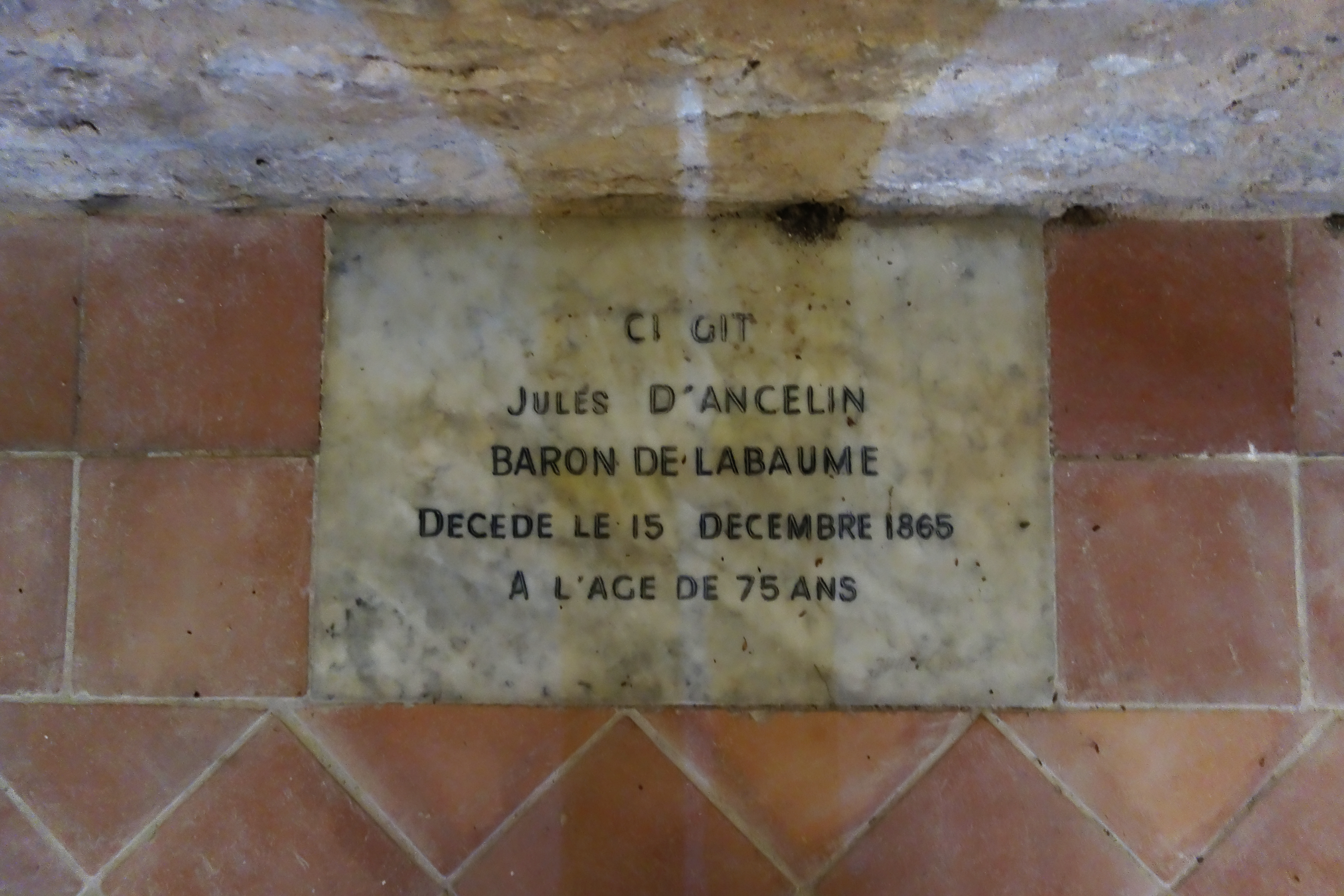
Épitaphe.
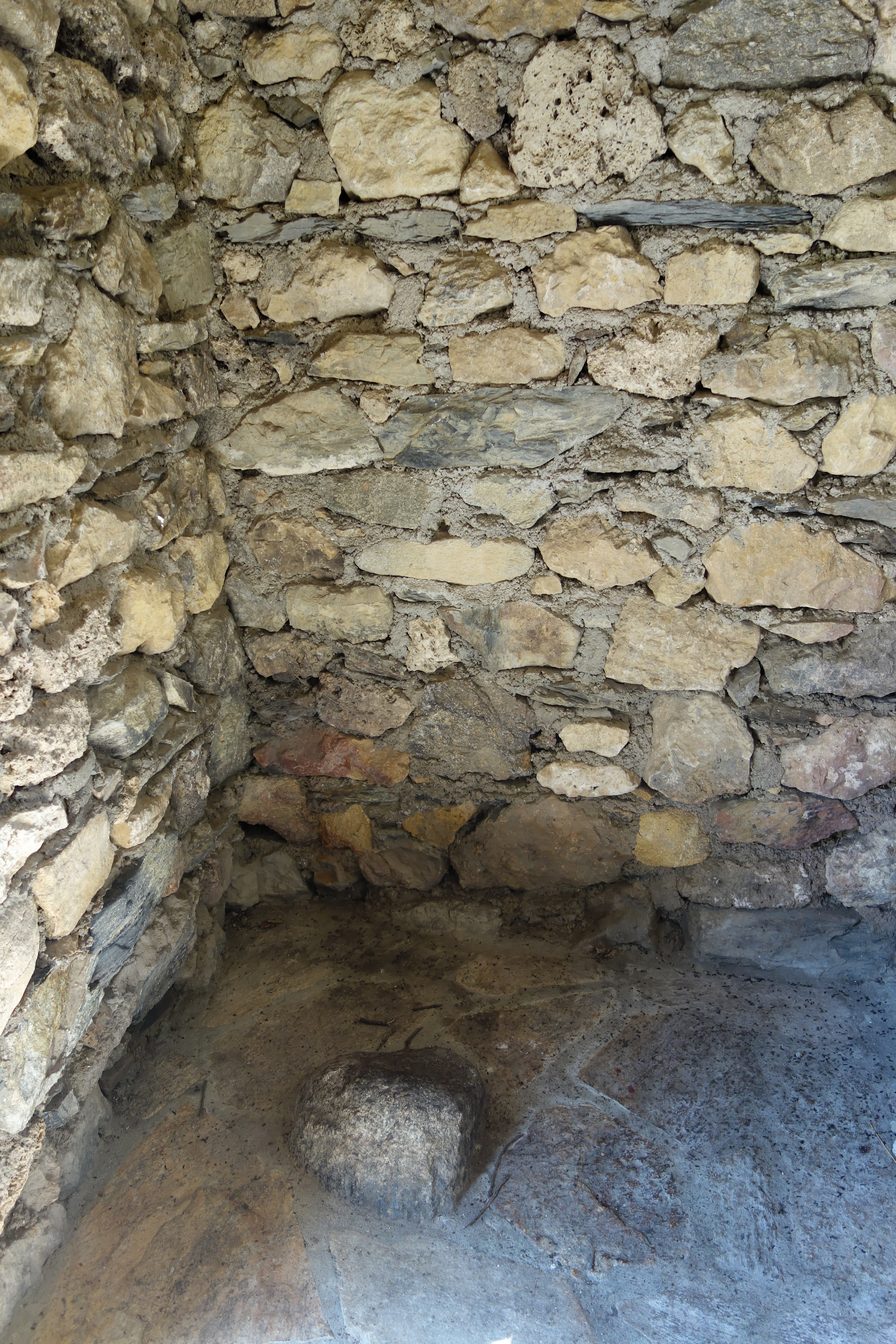
La pierre noire.
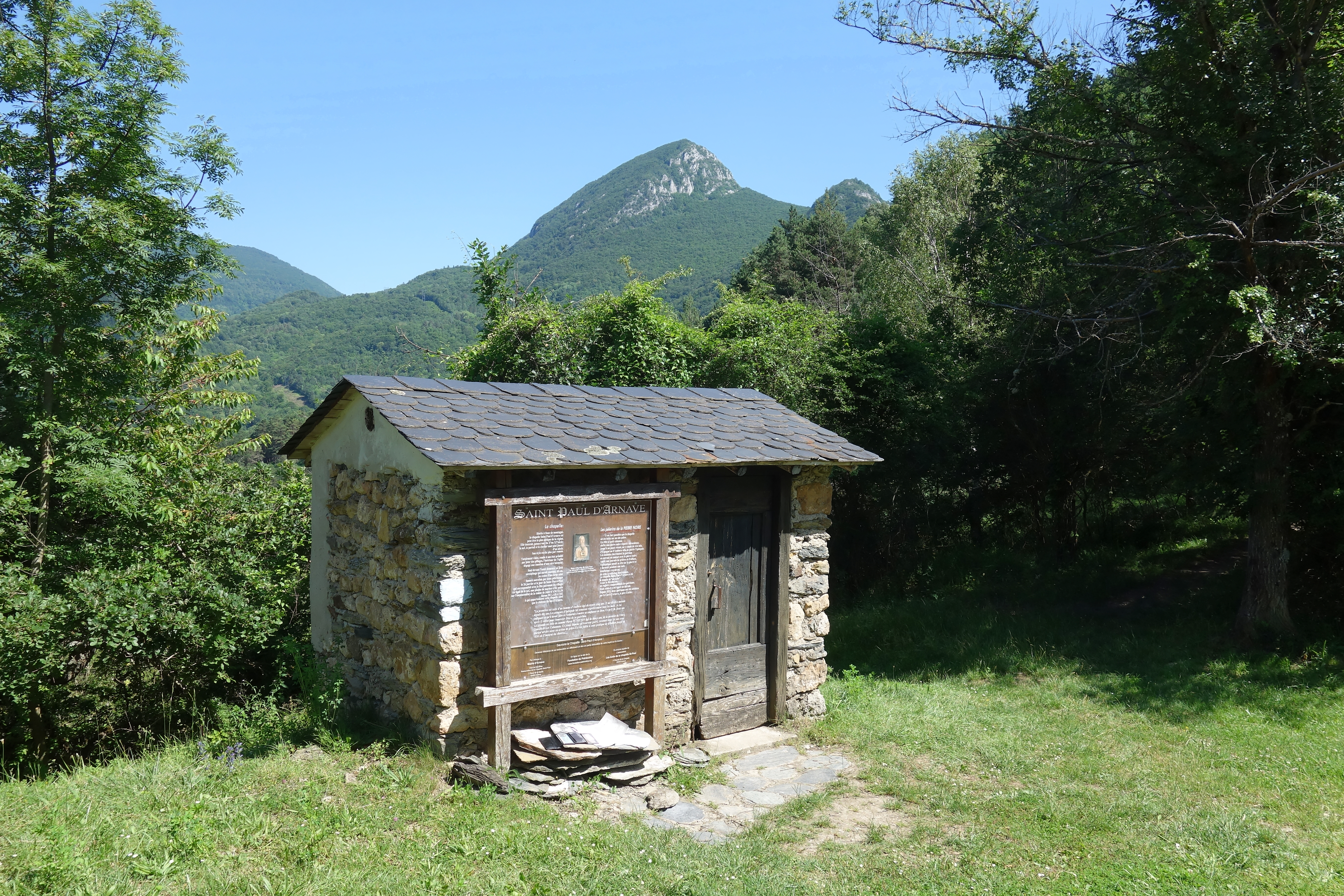
Abri de la pierre noire.

## Mobilier
Un buste de saint Paul du XVIe siècle lui appartenant et restauré en 2015 est conservé en l’église Saint-Pierre, au village. 

## Valorisation du patrimoine
La Fondation du patrimoine s'est engagée en appui à la commune d'Arnave dans le financement des travaux visant notamment à la consolidation de la structure.